# جزيرة باكوت
جزيرة باكوت وهي جزيرة من جزر إندونيسيا، وتتبع في إقليم كليمنتان الجنوبية في إندونيسيا.